# Jüdischer Friedhof (Krakow am See)

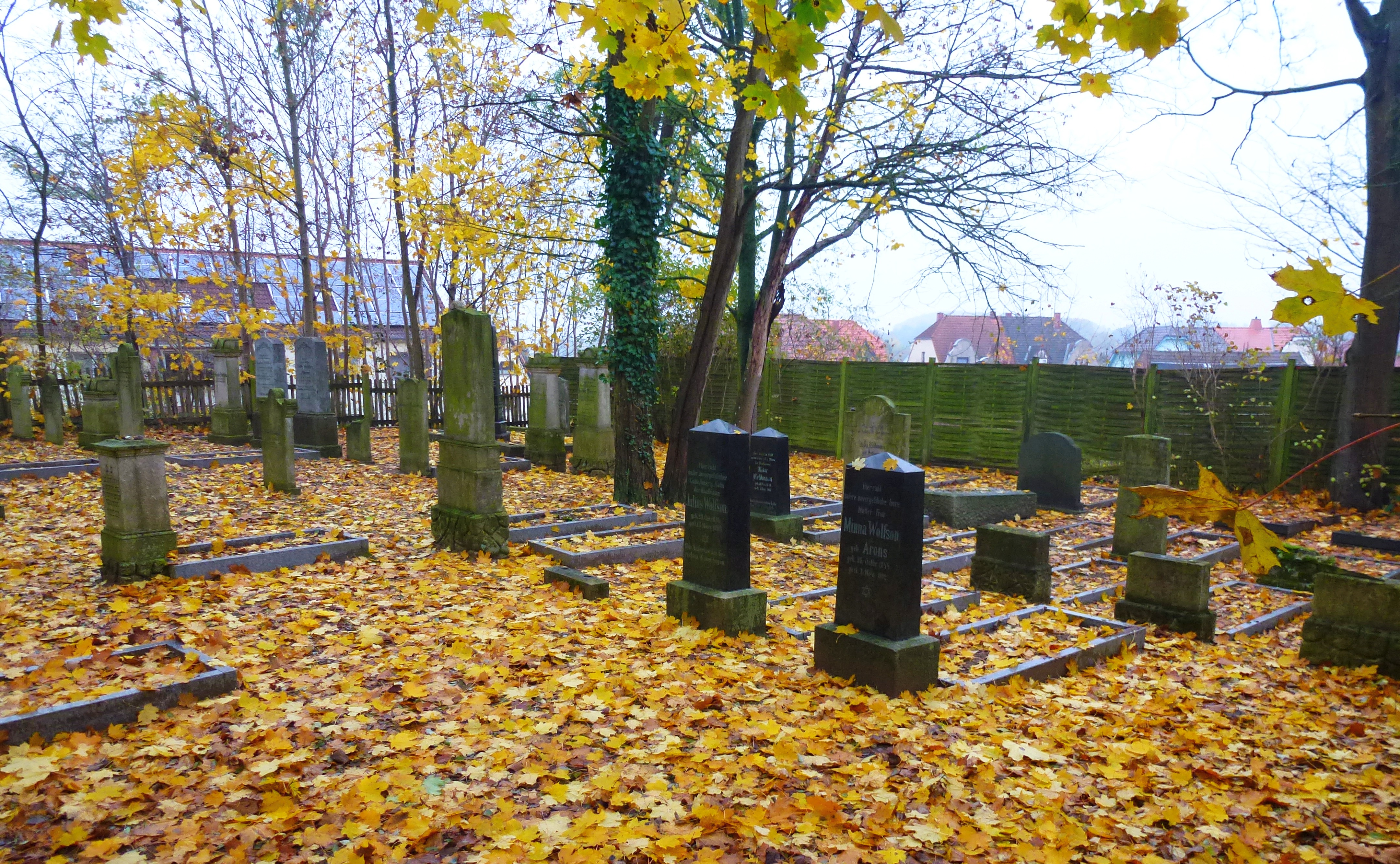
Jüdischer Friedhof Krakow am See

Der Jüdische Friedhof Krakow am See liegt in der Stadt Krakow am See im Landkreis Rostock in Mecklenburg-Vorpommern. Auf dem etwa 400 m² großen jüdischen Friedhof an der Plauer Chaussee sind etwa 50 Grabsteine erhalten.

## Geschichte
Der jüdische Friedhof wurde 1821 unmittelbar nordöstlich des damaligen christlichen (heute: kommunalen) Friedhofs angelegt. Die beiden Friedhöfe wurden durch eine Fliederhecke voneinander getrennt. In der Zeit des Nationalsozialismus 1936 erhielt der Friedhof eine neue Einfriedung. Im April 1937 fand die letzte Beisetzung statt, 1938 wurden einige Grabsteine umgeworfen. In den Jahren 1947 bis 1950 wurde der Friedhof instand gesetzt und er erhielt eine neue Umzäunung. Im Jahr 1963 stellte die Jüdische Landesgemeinde Mecklenburg den unbelegten Teil des Friedhofs der Evangelischen Kirche kostenlos zur Verfügung. Im November 1988 wurde eine Hinweistafel am Friedhof angebracht. In den Jahren 2003 bis 2006 wurde der Friedhof erneut instand gesetzt. Im Dezember 2013 wurde der Friedhof geschändet: Sieben Grabsteine wurden umgestoßen, fünf davon wurden beschädigt.